# تپه اوزریک تپه سی
تپه اوزریک تپه سی مربوط به سده‌های اولیه دوران‌های تاریخی پس از اسلام است و در اردبیل، بخش مرکزی، دهستان بالغو، روستای گلمغان واقع شده و این اثر در تاریخ ۲۷ بهمن ۱۳۸۷ با شمارهٔ ثبت ۲۴۵۴۲ به‌عنوان یکی از آثار ملی ایران به ثبت رسیده است.